# Almanor
Almanor es un lugar designado por el censo en el condado de Plumas en el estado estadounidense de California. En el año 2000 tenía una población de 0 habitantes y una densidad poblacional de 0 personas por km².

## Geografía
Almanor se encuentra ubicado en las coordenadas 40°13′1″N 121°10′38″O / 40.21694, -121.17722. Según la Oficina del Censo, la ciudad tiene un área total de 2,3 km² (0,9 mi²), de la cual 2,3 km² (0,9 mi²) es tierra y 0 km² (0 mi²) (0%) es agua.

## Demografía
Según la Oficina del Censo en 2000 los ingresos medios por hogar en la localidad eran de $0, y los ingresos medios por familia eran $0. Los hombres tenían unos ingresos medios de $0 frente a los $0 para las mujeres. La renta per cápita para la localidad era de $0. Alrededor del 0% de la población estaban por debajo del umbral de pobreza.